# Hemiprotaetia boudanti
Hemiprotaetia boudanti är en skalbaggsart som beskrevs av Arnaud 1992. Hemiprotaetia boudanti ingår i släktet Hemiprotaetia och familjen Cetoniidae. Inga underarter finns listade i Catalogue of Life.